# Григор Пасков
Григор Пасков е български книжар, фотограф  и издател.

## Биография
Роден е през 1870 година в Хасково. В началото на ХХ век отваря първото фотоателие и първата книжарница в родния си град. През 1911 година се установява в София. В столицата работи с професор Асен Златаров и първия български модерен книгоиздател Александър Паскалев. През 1923 година основава фотоиздателство „Григор Пасков“, а 3 години след откриването му създава и фирма „Струма“, която произвежда фотохартия. Като фотограф сътрудничи на списание National Geographic, а френското издателство Hachette илюстрира с негова снимки свое издание за България. Почива през 1954 година в София.
Заедно със своя син – фотографът Георги Пасков (1903 – 1975) издават пощенски картички със снимки от почти всички градове, туристически обекти и забележителности в България.